# Serole
Serole, (Seiròle en piemontès) és un municipi situat al territori de la província d'Asti, a la regió del Piemont (Itàlia).
Limita amb els municipis de Cortemilia, Merana, Olmo Gentile, Perletto, Pezzolo Valle Uzzone, Piana Crixia, Roccaverano i Spigno Monferrato.
Pertanyen al municipi les frazioni de Brallo i Cuniola.